# 蔡安國
蔡安國為中國清朝武官官員，本籍福建。行伍出身的蔡安國於1812年（嘉慶17年）奉旨接替謝恩詔，於台灣地區擔任台灣水師協副將。而隸屬台灣鎮之下的此官職是台灣清治時期的這階段，全台灣的海防軍事層級最高武將，其統帥三標水營，數千名水師兵勇。
| 前任： 謝恩詔 | 台灣水師協副將 1812年上任 | 繼任： 陳光求 |

| 前任： 陳景星 | 澎湖水師協副將 1808年上任 | 繼任： 劉成魁 |